# Nuño Beltrán de Guzmán

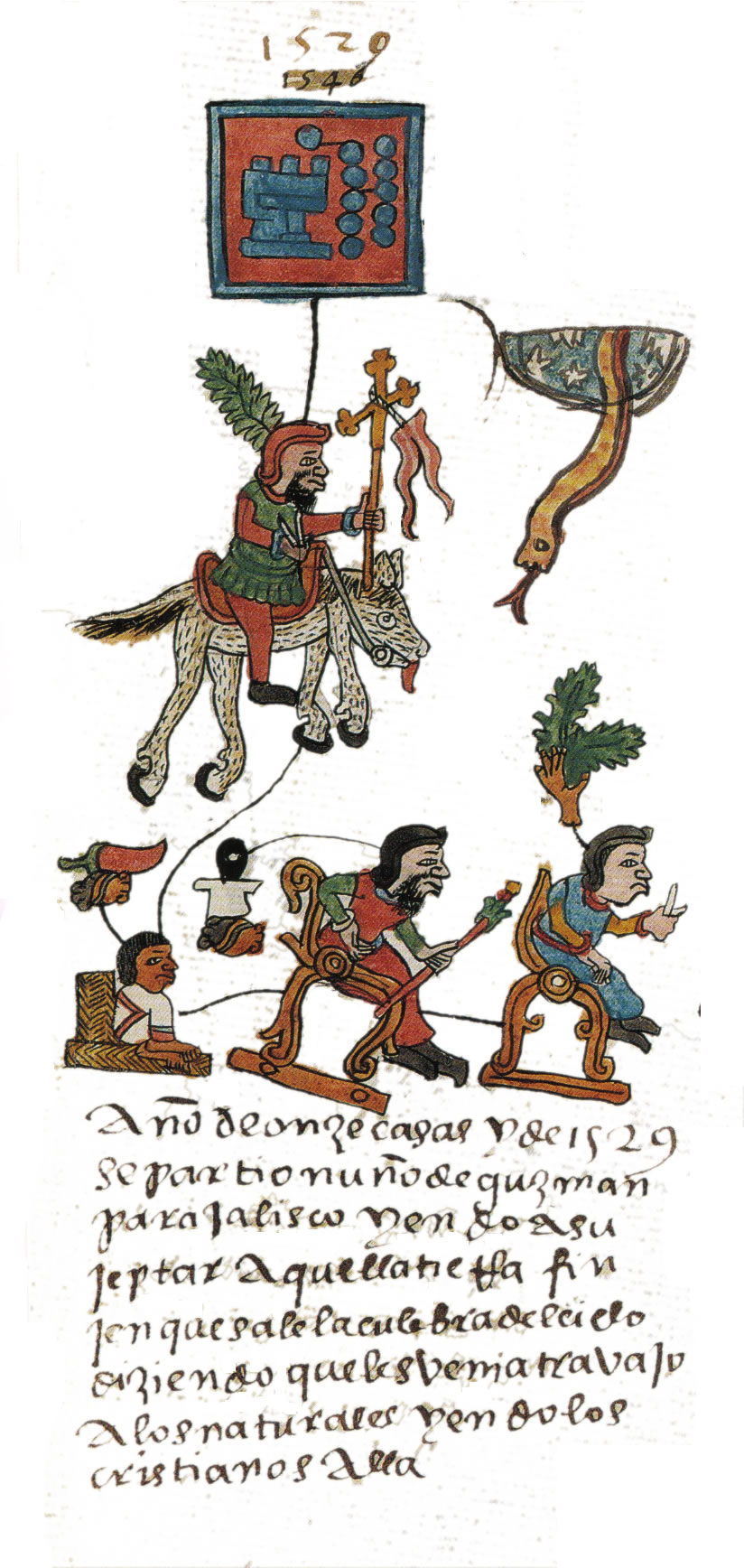
Nuño Beltrán de Guzmán auf einer zeitgenössischen Darstellung der Azteken

Nuño Beltrán de Guzmán  (* um 1490 in Guadalajara; † 1544 in Torrejón de Velasco) war ein spanischer Konquistador und Kolonialverwalter in Neuspanien.
Nuño Beltrán de Guzmán entstammte einer Adelsfamilie. Er war ein gebildeter Mann und studierte die Gesetze. Am 4. Mai 1526 landete er am Pánuco-Fluss im nordwestlichen Neuspanien in der Nähe von Tampico.

## Leben

### Als Haupt der Audiencia
Seit der Eroberung durch Hernán Cortés im Jahr 1521 wurde Neuspanien von einer Militärregierung verwaltet. Es herrschte Gewalt und Willkür. Die Einheimischen wurden auf schlimmste Art ausgebeutet. Auf eine bessere Regierung hoffend, ernannte Karl V. am 13. Dezember 1527 in Burgos eine Audiencia, welche die Regierung der Kolonie übernehmen sollte. Sie bestand aus einem Präsidenten und vier Richtern (oidores). Ihr Präsident war Nuño Beltrán de Guzmán. Die Richter waren Juan Ortiz de Matienzo, Diego Delgadillo, Diego Maldonado und Alonso de Parada. Zu dieser Zeit diente Nuño Beltrán de Guzmán als Gouverneur der Provinz Pánuco. Es ist nicht bekannt, ob sein Verhalten dort der Krone bekannt war. Er hatte in dem Gebiet so viele Indianer einfangen lassen und als Sklaven in die Karibik verkauft, dass die Provinz fast entvölkert war.
Karl V. befahl ihm und den Richtern, sich in Veracruz zu versammeln und von dort aus gemeinsam in die Hauptstadt zu ziehen. Die vier Neuankömmlinge aus Spanien warteten jedoch nicht auf die Ankunft von Guzmán. Sie kamen am 8. Dezember 1528 in Tenochtitlan an und übernahmen am folgenden Tag die Regierung. Die Stadt gab ihnen einen großen Empfang. Guzmán traf nur ein paar Tage später ein. Zwei der Richter (Maldonado und Parada) wurden nach ihrer Ankunft krank und starben bald. Sie nahmen an der Regierung nicht teil. Der erste Bischof Neuspaniens, Juan de Zumárraga, war nur ein paar Tage vor den Richtern in der Hauptstadt angekommen.
Die Audiencia erteilte Weisungen, gab Empfehlungen zur guten Behandlung der Einheimischen und begann eine Untersuchung gegen Hernán Cortés, Pedro de Alvarado, Alonso de Estrada, Rodrigo de Albornoz, Gonzalo de Salazar und Pedro Almíndez Chirino. Die meisten waren ehemalige Regierungsmitglieder gewesen, während Cortés in Honduras weilte. Es war unter ihrer Herrschaft zu vielen Ungerechtigkeiten gekommen. Cortés selbst war jetzt in Spanien, wo er sein Verhalten vor dem König verteidigte. Das gelang ihm so gut, dass Karl V. ihn in den Hochadel aufnahm und zum Marqués del Valle de Oaxaca ernannte. Das war die höchste Auszeichnung, die jemals ein Konquistador erhalten hatte. Dennoch regierte Guzmán jetzt in Neuspanien. Zwischen Cortés und Guzmán gab es bereits kleinere Feindseligkeiten, weil sich Cortés geweigert hatte, Guzmán als Gouverneur von Pánuco anzuerkennen. Die späteren Ereignisse machten die zwei zu erbitterten Feinden. Die Audiencia verbot sogar die direkte Kommunikation mit den Gerichten in Spanien. Das war so wirksam, dass Bischof Zumárraga sich genötigt fühlte, einen Brief in einer Tonne zu verbergen und an die spanischen Behörden zu schmuggeln.

### Eroberer des Westens

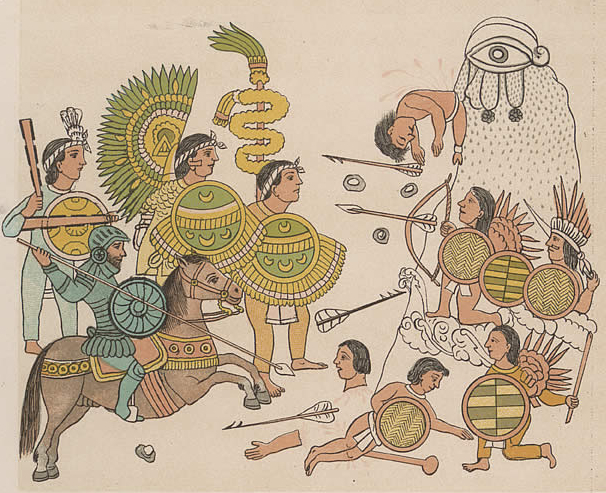
Spanische Eroberer und ihre Verbündeten Tlaxcalteken überfallen Jalisco.

Als die Gegner von Guzmán in der Hauptstadt immer zahlreicher wurden, stellte er eine Armee von 300 Konquistadoren und 6000 indianischen Verbündeten zusammen. Am 21. Dezember 1529 marschierte er mit dieser Truppe nach Westen, um alle Länder und Völker zu unterwerfen, die bis jetzt der Eroberung widerstanden hatten. Unter seinen Offizieren auf diesem Feldzug war auch Pedro Almíndez Chirino. Seine Motive, die Hauptstadt zu verlassen, sind unklar. Es ist möglich, dass er einfach auf der Suche nach Reichtümern war; vielleicht hatte er aber einfach nur Furcht vor der Rückkehr Cortés’. Dieser war vom König wieder zum Generalkapitän ernannt worden und hatte so wieder erhebliche Machtbefugnisse.
Die Entdeckungsreise von Nuño Beltrán de Guzmán wird als ein Holocaust beschrieben. Die Konquistadoren dieses Feldzuges griffen die indianischen Dörfer an, stahlen Mais und alle anderen Lebensmittel, rissen die Häuser nieder, verbrannten die Wohnungen und folterten die Führer der Einheimischen, um Information zu sammeln, welche Reichtümer sie der Bevölkerung noch stehlen könnten. Da der Westen Neuspaniens keine Hochkultur wie die der Azteken besaß, hatten die Menschen auch keine Reichtümer angehäuft. Häuptling Tangáxuan (Cazoncin) aus Michoacán lieferte Guzmán Gold, Silber und Krieger. Trotzdem ließ Guzmán ihn verhaften und foltern, um von ihm Informationen über das Versteck seiner angeblich verborgenen Schätze zu erpressen. Vermutlich gab es überhaupt kein weiteres Gold, denn selbst unter der Folter konnte Tangáxuan nichts berichten. Guzmán ließ ihn hinter einem Pferd über den Boden schleifen und henkte ihn. Dann setzte er seinen gewaltsamen Angriff auf die Völker von Jalisco, Zacatecas, Nayarit und Sinaloa fort. Am 29. September 1531 gründete er die Stadt San Miguel de Culiacán. In Tepic schlug er sein Hauptquartier auf und bereitete neue Entdeckungsreisen vor. Auf einer dieser Reisen gründete er die Städte Santiago de Galicia de Compostela und Purificación. Seine gewaltsamen Entdeckungsreisen waren eine Hauptursache des Mixtón-Aufstandes. Später beschwerten sich sogar die spanischen Kolonisten bei Antonio de Mendoza, dem ersten Vizekönig von Neuspanien, über die Ungerechtigkeiten und die entsetzlichen Grausamkeiten von Guzmán.

### Das neue Königreich
Durch eine königliche Verordnung vom 25. Januar 1531 bekam das Gebiet, welches Guzmán erobert hatte, den Namen Reino de Nueva Galicia („Königreich Neu-Galicien“). Dieses Territorium erstreckte sich mit seiner Hauptstadt Compostela vom Rio Lerma bis nach Sonora. Neu-Galicien war eine getrennte Einheit und fiel nicht unter die Autorität der Audiencia in Tenochtitlán (ab 1535 umbenannt in Mexiko-Stadt), war aber immer noch ein Teil von Neuspanien. Nuño Beltrán de Guzmán setzte sein Blutbad im westlichen und nördlichen Neuspanien für weitere sieben Jahre fort. Während dieser Zeit erforschte und unterwarf er ein Drittel des heutigen Mexiko. Viele Einheimische wurden entweder niedergemacht oder in die Karibik in die Sklaverei verkauft. Nuño Beltrán de Guzmán erhielt in dieser Zeit den Spitznamen „Blutiger Guzmán“.

### Tod im Gefängnis
Viele Berichte über die Behandlung der Einheimischen hatten Mexiko-Stadt und Spanien erreicht, und auf Bitten des Bischofs Zumárraga sandte die Krone Diego Pérez de la Torre, um den Klagen nachzugehen. So wurde Guzmán 1536 verhaftet und blieb für mehr als ein Jahr in Gefangenschaft. In Fesseln wurde er auf Befehl des Vizekönigs Antonio de Mendoza nach Spanien geschickt und dort zu einer Geldstrafe verurteilt. Dennoch behielt er seinen Landbesitz in Neuspanien. Die Anklagen seiner zahlreichen Feinde hielten ihn mit Gerichtsprozessen in Spanien fest. Er starb als Gefangener im Schloss von Torrejón de Velasco unter zweideutigen Umständen im Jahr 1544.

## Historische Beurteilung
Ein Chronist der Eroberung verwies auf Nuño Beltrán de Guzmán als „den abscheulichsten Gouverneur von Pánuco und vielleicht den am meisten verdorbenen Mann, der jemals Neuspanien betrat.“ Auch Bartolomé de Las Casas nannte ihn einen „großen Tyrannen“.